# Умно село
 Тази статия е за анимационния филм от 1972 година.  За телевизионното предаване вижте Умно село (телевизионна документална поредица).  
„Умно село“ е български анимационен филм (късометражен, комедия) от 1972 година на режисьора и художника Доньо Донев и аниматора Антони Траянов, по сценарий на Дора Смедовска. Музиката е композирана от Емил Павлов.

## Екип
| Сценарий            | Дора Смедовска                                                                                                  |
| Режисьор и художник | Доньо Донев |
| Аниматор            | Антон Траянов                                                                                                   |
| Редактор            | Панчо Панчев |
| Музика              | Емил Павлов |
| Камера              | Феодор Арнаудов                                                                                                 |
| Монтаж              | Цветана Тричкова                                                                                                |
| Асистент-режисьор   | Димитър Панчев                                                                                                  |
| Distributed by      | БЪЛГАРСКА КИНЕМАТОГРАФИЯ Студия за игрални филми – София Студия за анимационни филми – София /Copyright © 1972/ |